# Earth Division
Earth Division è un EP del gruppo musicale scozzese Mogwai, pubblicato nel 2011.

## Tracce
1. Get to France – 2:27
2. Hound of Winter – 3:54
3. Drunk and Crazy – 5:29
4. Does This Always Happen? – 4:45

## Formazione
- Stuart Braithwaite – chitarra, voce
- Dominic Aitchison – basso
- Martin Bulloch – batteria
- John Cummings - piano, chitarra
- Barry Burns – tastiera
- Luke Sutherland - violino, archi